# 26 Cephei
26 Cephei är en misstänkt variabel i stjärnbilden Cepheus. Stjärnan varierar mellan visuell magnitud +5,45 och 5,51 utan någon påvisad periodicitet.